# Comité de défense de la cause arménienne
Pour les articles homonymes, voir CDCA.
Le Comité de défense de la cause arménienne (souvent abrégé en CDCA) est une association loi de 1901. C'est l'équivalent en France des « comités nationaux arméniens » existant dans d'autres pays où la diaspora arménienne s'est installée.
Le CDCA est étroitement lié à la Fédération révolutionnaire arménienne et combat notamment la négation du génocide arménien. Elle remplace la Délégation de la République arménienne.